# Namorita
Namorita, il cui vero nome nel mondo in superficie è Namorita "Nita" Prentiss, è un personaggio dei fumetti, creato da Bill Everett (testi e disegni), pubblicato dalla Marvel Comics. La sua prima apparizione avviene in Sub-Mariner n. 50 (giugno 1972).

## Storia

### Primi anni
Namorita è nata più di 30 anni fa da Namora, cugina semi-umana del principe Namor di Atlantide. All'insaputa di suo marito Talan, Namora rimase incinta tramite la manipolazione genetica dello scienziato atlantideo Vyrra, che le impiantò il suo clone (infuso con i geni dei più grandi guerrieri di Atlantide). Talan morì quando Namorita aveva tre anni, e lei e Namora si trasferirono a Lemuria. Alla fine Namora fu avvelenata dalla sua rivale, Llyra, quando Namorita era ancora una pre-adolescente. Llyra salì al trono di Lemuria poco dopo, e Namorita rimase sotto le sue cure, sospettandola della presunta morte di Namora, ma incapace di provarlo.
Quando Namor si riunì con la cugina che non vedeva dalla sua infanzia, affidò il suo benessere alla sua amica di superficie di lunga data, Betty Prentiss. Sotto la guida di Prentiss, Namorita ha frequentato il liceo e l'università. Namorita alla fine considerò Betty la sua seconda madre e prese il suo cognome quando morì. Annie Christopher era la sua compagna di stanza al college. Per un certo periodo si presero cura di Wundarr quando aveva un'intelligenza infantile e si unirono brevemente al suo movimento spirituale, i Bambini dell'Acqua.

### New Warriors
Mentre era una studentessa che frequentava l'Empire State University, Nita si ritrovò per caso sul sito della rinata Terrax. Fu costretta ad entrare in azione, e fu presto raggiunta da un gruppo di altri eroi adolescenti. Questo gruppo divenne i Nuovi Guerrieri. In qualità di membro fondatore del team, ha svolto un ruolo importante nella loro ricerca per "cambiare il mondo". Namorita ha spesso portato all'attenzione del team preoccupazioni ecologiche.
Nita trascorse anche del tempo con suo cugino, Namor, che era recentemente tornato sul mondo di superficie e aveva fondato la sua azienda, Oracle Inc.
Mentre operava da sola, Namorita affrontò Riccio di Mare, che stava saccheggiando le proprietà di Atlantide dal fondo del mare. Lei è arrivata molto vicina a ucciderlo dopo un conflitto iniziale in cui lui l'ha scalpata, ed è rimasta gravemente ferita fisicamente ed emotivamente per qualche tempo dopo il loro incontro.

### Problemi con la squadra
Dopo che Night Thrasher abbandonò i Nuovi Guerrieri per perseguire i propri obiettivi, Namorita divenne il nuovo leader della squadra.  Ha sostenuto la squadra con i suoi soldi supervisionando anche Oracle, Inc dopo la scomparsa di Namor.
Nita ha due grandi rimpianti del suo tempo con la squadra. La prima è stata la missione della squadra a Trans-Sabal. In questa nazione, i Guerrieri si trovarono coinvolti in un'insurrezione armata, costretti a scegliere da che parte stare. Ad un certo punto, Nita fu in grado di impedire che uno dei capi dell'esercito venisse ucciso, ma a causa della situazione (l'Acquedotto stava puntando su Halladah che stava mirando a Mezdbadah) non riuscì a decidere come agire, e permise che Halladah fosse ucciso per la sua inazione.
La seconda volta che Nita si pente di aver sbagliato è stato durante la crisi dei "Ricordi del Veleno". Night Thrasher si era messo dalla parte sbagliata di una gang chiamata Poison Memories. Una notte, Nita bevve troppo e finì per andare a letto (inconsapevolmente) con un membro di quella banda. Ha usato il suo accesso al suo appartamento per rubare tutti i dati personali che aveva sui Warriors e ha organizzato il rapimento della famiglia del suo compagno di squadra. Nel corso delle missioni dei Mems, la nonna di Rage, Staples, fu uccisa, il padre di Firestar fu ucciso e al fratello minore di Nova fu tagliato un dito.

### Kymaera
Namorita ha subito un grande tumulto emotivo dopo gli incidenti di Trans-Sabal e Poison Memories. Aveva avuto difficoltà emotive e, subito dopo la fine della faccenda dei Ricordi del Veleno, lasciò la squadra.  Andò nella sua casa di Atlantide, e lì apprese che i suoi problemi emotivi erano il risultato di un cambiamento fisico: quando il dottore aveva originariamente clonato Namora, aveva unito i codici genetici degli antichi guerrieri di Atlantide, l'idea era quella di impedire a Nita di subire la stessa difficoltà di essere un ibrido che sua madre aveva affrontato. Tuttavia, quei geni dormienti di Atlantide sono stati riattivati dallo stress fisico ed emotivo di Nita, e questo l'ha portata a trasformarsi nella Kymaera dalla pelle blu (che significa "squalo-fantasma"). Lei e Nova iniziarono ufficialmente una relazione l'una con l'altra dopo che Nita tornò ai Warriors.
I Justice sono diventati coinquilini di Nita per un breve periodo dopo il suo rilascio dal carcere.

### Soldiers of Misfortune
Durante una missione di soccorso in Africa, i Nuovi Guerrieri furono catturati da un'organizzazione paramilitare chiamata Undertow, e dai loro agenti, i Soldati della Ventura. I soldati erano in realtà burattini indifesi, superumani catturati e controllati mentalmente dai militari di Undertow. Undertow tentò di fare lo stesso con i Warriors, ma Nova arrivò con i Warriors di riserva per fermare il processo. Sfortunatamente, tutti i Guerrieri furono salvati tranne Namorita, che rimase sotto il controllo di Undertow.
Entrata a far parte di una coppia di soldati, Hard and Fast, Nita è stata costretta a combattere i suoi stessi compagni di squadra.  Alla fine fu salvata da Night Thrasher e Rage, e liberata dal suo controllo mentale. Si riunì ai Warriors e rinnovò la sua relazione con Nova.

### Torcia umana
Nova e Nita continuarono la loro relazione, ma andò in pezzi più tardi quando Nita iniziò a subire il successivo cambiamento di aspetto/poteri, e aveva bisogno del sostegno di Rich, che si allontanò da lei a causa dei suoi problemi personali. Quando il suo aspetto si è stabilizzato nel classico look di "Namorita", è andata a letto con Bernie Dillon per vendicarsi della sua migliore amica Nova.  Non perdonò Rich per molto tempo e perseguì una relazione con la Torcia Umana dei Fantastici Quattro.
Johnny Storm conosceva marginalmente Namorita attraverso il contatto di suo cugino con i Fantastici Quattro. I due giovani eroi (e popolari argomenti dei tabloid) hanno iniziato una relazione molto pubblica. Nita è diventata una sorta di "tag-along" con la squadra di Johnny. Lei li accompagnò in un certo numero di missioni ma alla fine la coppia si sciolse.
Bolt fu il successivo compagno di stanza di Namorita.
Nita in seguito entrò a far parte del consiglio di governo di suo cugino Namor ad Atlantide.

### Morte
Durante un raid televisivo dei Nuovi Guerrieri in un edificio in cui risiedevano Cobalt Man, Speedfreek, Coldheart e Nitro, Namorita lo seguì. Sbattendolo contro un autobus, Namorita lo schernì, il che lo fece scatenare una massiccia esplosione che uccise i Nuovi Guerrieri (tranne Speedball, i cui poteri lo fecero scagliare via dall'esplosione), tutti i bambini della vicina scuola elementare e quasi tutti i residenti nel quartiere circostante dove ebbe luogo la rissa.

## Poteri e abilità
Namorita è la cugina di primo grado di Namor, e, come lui, è un ibrido con una forza sovraumana e la capacità di volare utilizzando le piccoli ali che ha alle caviglie. Sua madre è atlantidea, Namora, e suo padre Atlantideo. Namora non ha rivelato a sua figlia di essere un clone prima della sua morte.

## Altri media

### Televisione
Namorita compare in:
- L'Uomo Ragno
- I Fantastici Quattro

### Videogiochi
Namorita compare in:
- Marvel: La Grande Alleanza
- Marvel: La Grande Alleanza 2